# Lista över tyska kryssare
Lista över tyska kryssare. Den tyska flottan har byggt en stor mängd kryssare av olika slag. De flesta av dessa byggdes under flottans existens som Kaiserliche Marine i Kejsardömet Tyskland. Den första tyska kryssaren byggdes i mitten av 1870-talet, strax efter bildandet av kejsardömet under fransk-tyska kriget. Dessa första fartygen var små snabba fartyg som var baserade på tidigare avisos. Den första armerade kryssaren, SMS Kaiserin Augusta, kölsträcktes 1890. Den första pansarkryssaren, Fürst Bismarck, kölsträcktes sex år senare. Denna typ utvecklades så småningom till slagkryssaren, varav det första var SMS Von der Tann. Efter slutet av första världskriget var de flesta av dessa fartyg antingen skrotade, borrade i sank i Scapa Flow eller överlämnade till de segrande allierade.
På 1920-talet och 1930-talen inledde den tyska flottan, som nu omorganiserats som Reichsmarine, en blygsamt ombyggnadsprogram. Den lätta kryssaren Emden var det första nya fartyget som byggdes. Reichsmarine övervakade också byggandet av Deutschland-klassens tunga kryssare. Dessa fartyg hänvisades i pressen som "fickslagskepp" på grund av deras tunga bestyckning av sex 11-tums (28 cm) kanoner. Efter att det nazistiska partiet kom till makten i mitten av 1930-talet omorganiseras den tyska flottan återigen, den här gången som Kriegsmarine. En mer aggressiv byggnadspolitik startades, vilket inkluderade fem Admiral Hipper-klass kryssare, två D-klass och 12 P-klass kryssare samt tre O-klass slagkryssare. Av dessa fartyg färdigställdes endast tre fartyg av Admiral Hipper-klass. Efter slutet av andra världskriget skrotades i stor del de överlevande fartygen. En, den tunga kryssaren Prinz Eugen, togs över av den amerikanska flottan och användes som ett målfartyg under atombombstester vid Bikiniatollen. Deutsche Marine som uppstod på 1950-talet har begränsat sina ytstridskrafter till jagare och fregatter.

## Lätta kryssare
- SMS Zieten (1876) - skrotad 1921
- Blitz-klass
  - SMS Blitz (1882) - skrotad 1921
  - SMS Pfeil (1882) - skrotad 1922
- SMS Greif (1886) - skrotad 1921
- Wacht-klass
  - SMS Wacht (1887) - kollision 1901
  - SMS Jagd (1888) - skrotad 1920
- Meteor-klass
  - SMS Meteor (1890) - skrotad 1919
  - SMS Comet (1892) - skrotad 1921
- SMS Nixe (1885) - skrotad 1916
- SMS Charlotte (1885)
- Schwalbe-klass
  - SMS Schwalbe (1887) - skrotad 1922
  - SMS Sperber (1889) - skrotad 1922
- Bussard-klass
  - SMS Bussard (1890) - skrotad 1913
  - SMS Falke (1891) - skrotad 1913
  - Seeadler (1892) - sänkt 1917
  - SMS Condor (1892) - utrangerad 1920
  - Cormoran (1892) - borrad i sank 1914
  - SMS Geier (1894) - erövrad 1917, sänkt 1918
- Gefion (1893) - skrotad 1923
- Hela (1895) - torpederad 1914
- Gazelle-klass
  - Gazelle (1898) - utrangerad 1920
  - Niobe (1899) - utrangerad 1925, såld till Jugoslavien och omdöpt Dalmacija, erövrad av Italien 1941, erövrad av Tyskland 1943, sänkt
  - Nymphe (1899) - utrangerad 1931
  - Thetis (1900) - utrangerad 1929
  - SMS Ariadne (1900) - sänkt 1914
  - SMS Amazone (1900) - utrangerad 1913
  - SMS Medusa (1900) - borrad i sank 1945
  - Frauenlob (1902) - sänkt 1916
  - Arcona (1902) - borrad i sank 1945
  - Undine (1902) - sänkt 1915
- Bremen-klass
  - Bremen (1903) - minsprängd 1915
  - SMS Hamburg (1903) - bombad 1944, bärgad, skrotad
  - SMS Berlin (1903) - borrad i sank 1947 med giftgasgranater
  - SMS Lübeck (1904) - skrotad 1922
  - SMS München (1904) - skrotad 1919
  - Leipzig (1905) - sänkt under slaget vid Falklandsöarna 1914
  - Danzig (1905) - skrotad 1921-23
- Königsberg-klass
  - Königsberg (1905) - borrad i sank 1915
  - Nürnberg (1908) - sänkt 1914
  - SMS Stuttgart (1906) - skrotad 1921
  - Stettin (1907) - skrotad 1921-23
- Nautilus-klass
  - Nautilus (1906) - skrotad 1928
  - Albatross (1907) - sänkt 1915, skrotad 1921
- Dresden-klass
  - Dresden (1907) - borrad i sank 1915
  - Emden (1908) - havererad 1914
- Kolberg-klass
  - Kolberg (1908) - skrotad 1929
  - Mainz (1909) - sänkt 1914
  - Köln (1909) - sänkt 1914
  - SMS Augsburg (1909) - skrotad 1922
- Magdeburg-klass
  - Magdeburg (1911) - sänkt 1914
  - Breslau (1911) - minsprängd 1918
  - Strassburg (1911) - till Italien, omdöpt Taranto, sänkt 1943
  - Stralsund (1911) - skrotad 1935
- Karlsruhe-klass
  - Karlsruhe (1912) - sprängdes 1914
  - Rostock (1912) - sänkt 1916
- Graudenz-klass
  - SMS Graudenz (1913) - till Italien 1921, omdöpt Ancona, skrotad 1938
  - SMS Regensburg (1914) - till Frankrike 1920, omdöpt Strasbourg, återerövrad 1940, skrotad 1944
- Pillau-klass
  - Pillau (1914) - till Italien 1921, omdöpt Bari, sänkt 1943
  - Elbing (1914) - sänkt under Skagerrakslaget, 1916
- Wiesbaden-klass
  - Wiesbaden (1915) - sänkt under Skagerrakslaget, 1916
  - Frankfurt (1915) - överlämnad 1918, borrad i sank 1921
- Königsberg-klass
  - Königsberg (1915) - till Frankrike 1920
  - Karlsruhe (1916) - borrad i sank vid Scapa Flow 1919
  - Emden (1916) - skrotad 1926
  - Nürnberg (1916) - sänkt 1922
- Brummer-klass
  - Brummer (1915) - borrad i sank vid Scapa Flow 1919
  - SMS Bremse (1916) - borrad i sank vid Scapa Flow 1919
- Cöln-klass
  - Köln (1916) - borrad i sank vid Scapa Flow 1919
  - SMS Wiesbaden (1917) - skrotad 1920
  - Dresden (1917) - borrad i sank vid Scapa Flow 1919
- Emden (1926) - borrad i sank 1945, skrotad 1947
- K-klass
  - Königsberg (1927) - sänkt 1940
  - Karlsruhe (1927) - sänkt 1940
  - Köln (1928) - sänkt 1945
- Leipzig (1929) - till Storbritannien, borrad i sank 1946
- Nürnberg (1934) - till Ryssland 1946, skrotad cirka 1960
- Spähkreuzer 1938 (inte byggd)
  - SP 1
  - SP 2
  - SP 3
- M-klass (inte byggd)
  - M
  - N
  - O
  - P
  - Q
  - R

## Armerad kryssare
- Irene-klass
  - Irene - skrotad 1921
  - Prinzess Wilhelm - skrotad 1922
- Kaiserin Augusta (1892) - skrotad 1920
- Victoria Louise-klass
  - Victoria Louise (1897) - skrotad 1923
  - Hertha (1897) - skrotad 1920
  - Freya (1897) - skrotad 1921
  - Vineta (1897) - skrotad 1920
  - Hansa (1898) - skrotad 1920

## Pansarkryssare
- Fürst Bismarck (1897) - skrotad 1919-20
- Prinz Heinrich (1900) - skrotad 1920
- Prinz Adalbert-klass
  - Prinz Adalbert (1901) - torpederad 1915
  - Friedrich Carl (1902) - minsprängd 1914
- Roon-klass
  - Roon (1903) - skrotad 1921
  - Yorck (1904) - minsprängd 1914
- Scharnhorst-klass
  - Scharnhorst (1906) - sänkt under slaget vid Falklandsöarna 1914
  - Gneisenau (1906) - sänkt under slaget vid Falklandsöarna 1914
- Blücher (1908) - sänkt under slaget vid Doggers bankar 1915

## Tunga kryssare
- Deutschland-klass
  - Deutschland (1931) - senare omdöpt Lützow, borrad i sank 1945.
  - Admiral Scheer (1933) - sänkt 1945
  - Admiral Graf Spee (1934) - borrad i sank 1939.
- Admiral Hipper-klass
  - Admiral Hipper (1937) - borrad i sank 1945, skrotad efter kriget
  - Prinz Eugen (1938) - överlämnad 1945, förbrukades i ett amerikanskt atombombstest 1946
  - Blücher (1937) - sänkt 1940
  - Lützow (1939) - såld till Ryssland 1941, först omdöpt Petropavlovsk, sen Tallinn
  - Seydlitz (1939) (inte färdigställd) - försök till borrad i sank misslyckades 1945, öde oklart.
- D-klass (inte byggd)
- P-klass (inte byggd)